# Setaria acromelaena
Setaria acromelaena är en gräsart som först beskrevs av Ferdinand von Hochstetter, och fick sitt nu gällande namn av Théophile Alexis Durand och Schinz. Setaria acromelaena ingår i släktet kolvhirser, och familjen gräs. Inga underarter finns listade i Catalogue of Life.